# 자동 열차 운전 장치
자동열차운전장치(自動列車運轉裝置, ATO : Automatic train operation)는 부분적으로 또는 완전하게 자동 열차 운전을 가능하게 하며, 기관사가 필요 없도록 해준다.
대부분의 시스템은 열차 고장이나 긴급상황을 대비하여 운전자(열차 기관사)가 탑승하고 있다.
현대의 많은 시스템은 자동 열차 제어 장치를 이용하여 경로 설정, 열차 조절(train regulation) 등과 같은 신호 작업을 처리하고 있다. ATO와 ATC는 정해진 열차시각에 맞춰 운행하기 위해서 같이 사용되어야 한다. 두 시스템을 병행함으로써 정해진 열차 시각표에 맞춰 열차주행 요건(주행시 무동력운전 적용 비율, 정거장 정차 시간 등)을 여유있게 조절할 수 있게 된다.

## 실제 운용
ATO의 초기 형태라고 볼 수 있는 시스템이 1968년 영국의 런던 지하철의 빅토리아 선에서 사용되기 시작했다. 이 ATO 시스템은 출입문 개폐하는 것만 빼고는 운전자의 모든 기능을 수행하였다. 운전자는 출발 시 버튼 2개만 누르면, 선로에 장애물이 없을 때 열차는 자동으로 다음 역까지 주행하게 된다. 대부분의 최신 시스템은 컴퓨터로 제어되며 다음과 같이 운용되고 있다. 런던의 도크랜드 경전철과 센트럴 선, 파리 메트로 14호선, 바르셀로나 지하철 2호선 및 5호선, 워싱턴 D.C 메트로, 홍콩 지하철의 동철 선, 서철 선, 마오샨 선, 마닐라 경전철, 싱가포르 MRT의 North East Line 및 Circle Line, 도쿄 지하철 난보쿠 선, 도쿄 지하철 후쿠토신 선, 서울 도시철도, 인천 도시철도, 부산 도시철도, 대전 도시철도, 대구 도시철도, 광주 도시철도 전 차량 등의 ART- 및 VAL-을 기본으로 한 많은 시스템 등이 있다. 추가로 서울 지하철 2호선 VVVF 전 차량(2011년 3월 13일 운행 개시), 서울시 메트로 9호선, 공항철도 등 전 차량은 현재 ATO시스템으로 운행중이다.

## 전망
많은 철도에서 향후 ATO를 이용할 계획을 가지고 있다. ATO는 2011년에 런던 지하철 노던 선에서, 2009년에는 주빌리 선에서 사용될 예정이다. ATO는 향후 런던 Crossrail에서도 사용될 예정이다. ATO는 아직은 영국 주요철도에서 채택되지 않고 있다.

## 같이 보기
- CBTC
- TASC
- 차량 자동화
- 유도버스